# Émile et les Trois Jumeaux
Émile et les Trois Jumeaux (titre allemand : Emil und die drei Zwillinge) est un roman pour la jeunesse de l'écrivain allemand Erich Kästner publié en 1934. En France, il paraît pour la première fois en 1949.
Ce roman est la suite d'Émile et les détectives. L'histoire se déroule environ deux ans après les aventures qu'ont vécu Émile Tischbein et ses amis à Berlin. Les jeunes détectives sont désormais dans « l'âge de la confirmation ». Certes, ils se sentent concernés par les problèmes du monde des adultes mais ils essaient de les résoudre avec la simplicité et la droiture propres à l'enfance.

## Résumé
Theodore Haberland, un des héros d'Émile et les détectives, surnommé Le Professeur, a hérité d'une petite maison sur la mer Baltique. Ses amis détectives du même âge, Émile Tischbein, Gustave à la houppe, le petit Dienstag, Pony Hütchen (la cousine d'Émile), ainsi que la grand-mère d'Émile, sont invités par le professeur et ses parents à passer les vacances dans cette maisonnette. 
Cependant, Émile et sa mère, célibataire, ont un dilemme moral, depuis que le sergent Jeschke (déjà présent dans le premier roman) l'a demandé[Information douteuse] en mariage. Émile donne son consentement, tout en souhaitant continuer à vivre avec sa mère comme avant. Madame Tischbein envisage de se marier, moins par amour que dans un souci de protection pour son fils. Ils n'en parlent à personne et Émile part en vacances.
Tous profitent des bords de mer et de la plage. L'aventure commence lorsque les parents de Théodore se rendent au Danemark avec Pony Hütchen et la grand-mère.
Les détectives font alors la connaissance de Jackie Byron, un artiste, membre de la troupe d'acrobates Les trois Byron  (qui, malgré leur nom à consonance anglaise, sont tous allemands de naissance et non pas, comme annoncé lors des représentations, un père et ses jumeaux). 
Le leader du groupe veut se débarrasser de Jackie, un des soi-disant jumeaux, car il est trop lourd pour lui. Il essaie de recruter un nouveau partenaire pour la troupe. Émile et ses amis n'hésitent pas une seconde et s'efforcent d'aider leur ami Jackie. Ils réunissent la somme nécessaire, alors même qu'à lieu la première du film qui relate les précédentes aventures d'Émile.
Après son retour du Danemark, la grand-mère d'Émile lui lit une lettre de sa mère où elle confesse vouloir continuer à vivre seule avec Émile. Émile décide néanmoins de garder le silence et de laisser le mariage se produire.

## Adaptation
En 1974, le roman a été adapté pour la radio avec les voix de Hans Söhnker et Edith Hancke.